# Lynda Chalker

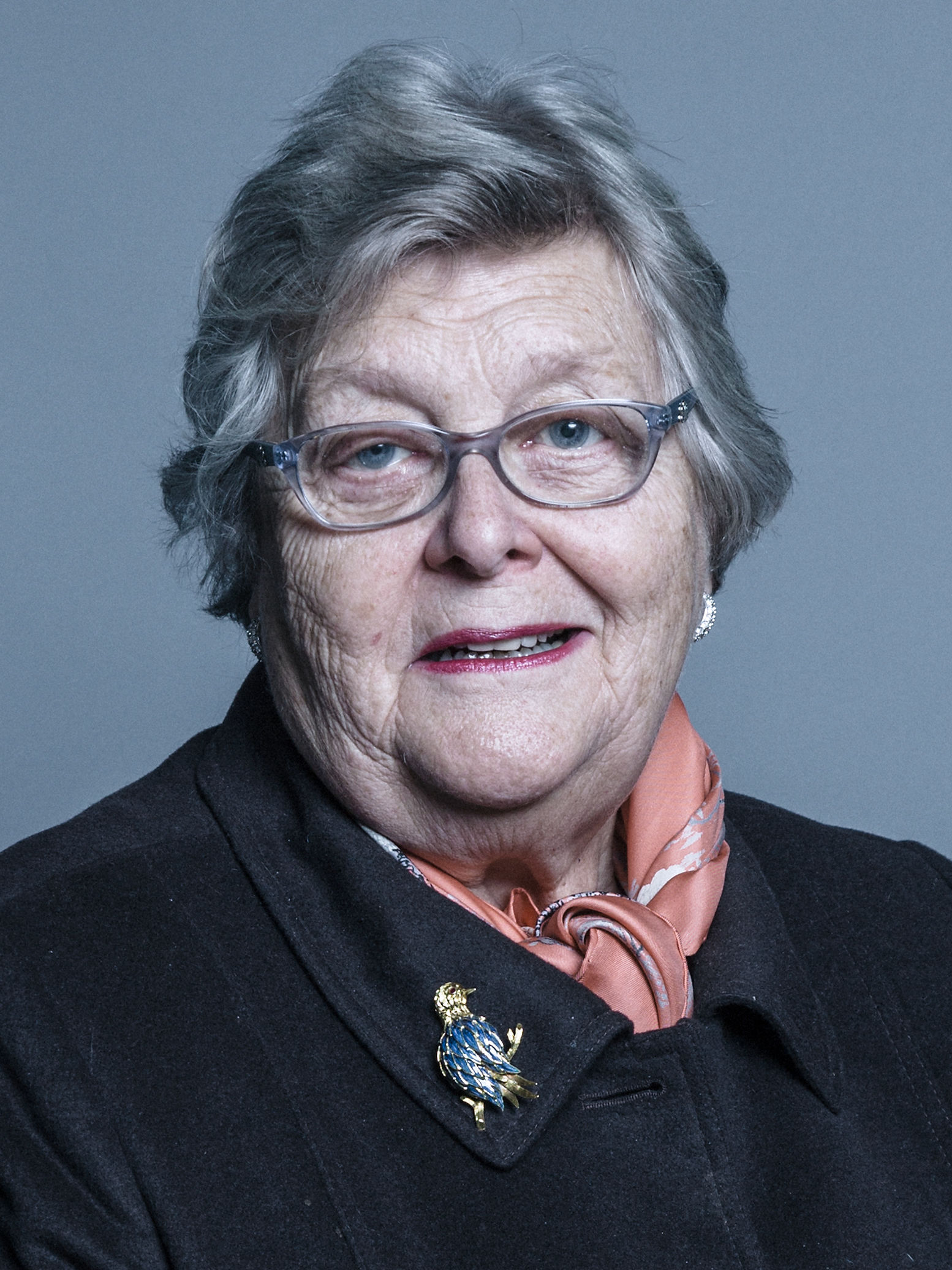
Baroness Chalker of Wallasey, 2018

Lynda Chalker, Baroness Chalker of Wallasey PC (geborene Bates; * 29. April 1942) ist eine britische konservative Politikerin, die von 1974 bis 1992 Unterhausabgeordnete für Wallasey war. Sie war Minister of State for Overseas Development (Staatsminister für Überseeische Entwicklung) im Foreign Office in der konservativen Regierung von 1989 bis 1997. Als Life Peer ist sie Mitglied des House of Lords.

## Biografie
Chalker ging auf die Roedean School in Brighton (wo sie head girl, also Schulsprecherin war) und studierte dann an der Universität Heidelberg, sowie in London an der Queen Mary University und der Polytechnic of Central London (seit 1992: University of Westminster). 
Ihre berufliche Laufbahn begann sie als Statistikerin und Marktanalytikerin, zeitweise bei Shell-Mex and BP (einem ehemaligen gemeinsamen Marketingunternehmen von Shell und BP), bevor sie als Nachfolgerin des früheren Ministers Ernest Marples als Parlamentsmitglied ins House of Commons für den Bezirk Wallasey einzog. Sie nahm eine Reihe von Posten in der Regierung ein, darunter als Unterstaatssekretär im Gesundheitsministerium von 1979 bis 1982 sowie im Transportministerium von 1982 bis 1983. 
1983 wurde sie Staatsminister im Transportministerium und 1986 Europaminister. Bei den Britischen Unterhauswahlen 1992 verlor sie jedoch ihren Sitz im Unterhaus.
Chalker wurde 1992 als Baroness Chalker of Wallasey, of Leigh-on-Sea in the County of Essex, zur Life Peeress erhoben und ist damit eine Angehörige des britischen Hochadels. Gleichzeitig wurde sie damit Mitglied des Oberhauses (House of Lords).
Im Oktober 1993 leitete sie die britische Delegation, die an der ersten TICAD (Tokyo International Conference on African Development) teilnahm.
Gemeinsam mit Kenneth Clarke, Malcolm Rifkind, Tony Newton und Patrick Mayhew zählt sie, die 18 Jahre lang Ämter für die Konservativen innehatte, zu den am längsten amtierenden britischen Politikern des 20. Jahrhunderts.
Die verstorbene Lady Diana war eine gute Freundin von Baroness Chalker of Wallasey.

## Außerparlamentarische Tätigkeit
Im Februar 2005 rief Lynda Chalker eine leichte Kontroverse hervor, indem sie Nigerias negatives Medienimage und Investitionsklima kritisierte.
Lynda Chalker war von 1998 bis 2007 in einer leitenden Funktion bei Unilever beschäftigt, darüber hinaus war sie auch Mitglied des Verwaltungsrats der Merchant International Group und des Afrika-Verwaltungsrats der russischen Renaissance Capital. 
Chalker ist Mitglied der Global Leadership Foundation, einer Organisation, die Gute Regierungsführung auf der ganzen Welt propagiert. Sie ist auch Vorsitzende von Medicines for Malaria Venture, einer gemeinnützigen Organisation, die sich dem Ziel widmet, die Lasten der Malaria zu lindern, und von Africa Matters Limited, einer unabhängigen Beratungsfirma, die Firmen bei ihren Aktivitäten in Afrika berät und unterstützt. Sie Mitglied der internationalen Verwaltungsräte von Lafarge et Cie und Merchant Bridge International. Weiterhin hat Chalker einen Sitz im Kuratorium der Investment Climate Facility for Africa (ICF), einer Organisation, die Barrieren im Handel mit Afrika beseitigen will.
Im Juni 2014 wurde Chalker von Präsident Armando Guebuza die Ehrenbürgerschaft der Republik Mosambik für Verdienste um dieses Land verliehen.
Chalker wurde für ihre zivilgesellschaftliche Arbeit mit Africa Matters für den Preis der Grassroot Diplomat Initiative 2015 in die engere Wahl gezogen und ist seitdem im Verzeichnis der Grassroot Diplomat Who’s Who-Publikation aufgeführt.
Im Jahr 2018 hat Chalker die Nachfolge von Nicholas Crane als Präsidentin der Royal Geographical Society angetreten.